# 金景道
金 景道（キム・ギョンド、朝鮮語: 김경도、1903年または1904年4月7日 - 没年不詳）は、日本統治時代の朝鮮の教員、大韓民国の政治家。咸陽面長、席卜面長、制憲韓国国会議員。本貫は金海金氏。儒教の信者。

## 経歴
慶尚南道咸陽郡出身。咸陽公立普通学校、慶南教員養成所卒。教員試験合格後は居昌国民学校・西上国民学校・休川国民学校・安義国民学校・咸陽国民学校教員、居昌公立普通学校訓導、安義・咸陽公立普通学校訓導、咸陽面長、咸陽産業株式会社支配人、食糧営団所長、席卜面長、咸陽公立国民学校・咸陽公立中学校副父兄会長、咸陽国民学校父兄会長、咸陽中学校後援会長、咸陽郡煙草耕作組合長、独促国民会咸陽郡支部総務、国会議員を務めた。朝鮮戦争の際に北朝鮮に拉致され、在北平和統一協議会中央委員を務めたが、1958年12月に粛清された。